# 48 Hrs.
48 Hrs. (of 48 Hours) is een Amerikaanse film van regisseur Walter Hill uit 1982. In deze film spelen onder anderen Eddie Murphy en Nick Nolte. Voor Murphy was dit zijn eerste filmrol. 
De film wordt wel gezien als de eerste buddy-politiefilm. Een film waarbij twee, qua karakter, sterk verschillende rechercheurs en/of burgers een klus moeten klaren. In de jaren tachtig en negentig was het genre razend populair met films als Beverly Hills Cop, Lethal Weapon, Running Scared, Stakeout, Midnight Run, Rush Hour en Bad Boys.

## Verhaallijn
Politieagent Jack Cates is een outcast binnen het politiekorps. Hij drinkt, rookt als een schoorsteen, ziet er slordig uit en heeft een grote bek. Hij is ook een echte 'loner' en wil niet samenwerken met een partner. Als twee collega's een creditcarddief willen arresteren biedt Jack toch aan om als back-up te fungeren. Kort daarna worden zijn collega's voor zijn ogen doodgeschoten. 
De dief blijkt de ontsnapte gangster Ganz te zijn. Een moordenaar en vuurwapengevaarlijk. Jack raakt zijn revolver kwijt aan Ganz en is door het dolle heen. Hij moet en zal de moordenaar pakken. Zijn enige aanwijzing is Reggie Hammond, een kleine crimineel die deel uitmaakte van de bende van Ganz. Cates besluit Reggie uit de gevangenis te halen zodat hij kan helpen. Hiervoor krijgt hij slechts 48 uur de tijd. 
Reggie Hammond wil helemaal niet meewerken aan een politieonderzoek. Hij heeft een ander doel op het oog, het geld dat de bende heeft gestolen. Het hele bedrag, 500.000 dollar, is door Ganz in bewaring gegeven aan Luther, een ander bendelid, voordat vrijwel iedereen van de bende werd gearresteerd. Zowel Cates, Hammond als Ganz richten zich nu op Luther. Al snel ontstaat een klopjacht op Luther waarbij Cates en Hammond meer en meer naar elkaar toegroeien. 
Als Ganz uiteindelijk het geld in handen krijgt door de vriendin van Luther te gijzelen, lijkt alles verloren. Maar uiteindelijk weten Cates en Hammond de moordenaar toch op het spoor te komen. Als ze Ganz in het nauw drijven, blijkt de moordenaar nog altijd levensgevaarlijk en weten ze maar nauwelijks het vege lijf te redden.

## Rolverdeling
| Acteur              | Personage                  |
| ------------------- | -------------------------- |
| Nick Nolte          | Inspecteur Jack Cates      |
| Eddie Murphy        | Reggie Hammond             |
| James Remar         | Albert Ganz                |
| David Patrick Kelly | Luther                     |
| Sonny Landham       | Billy Bear                 |
| Annette O'Toole     | Elaine Marshall            |
| Brion James         | Ben Kehoe                  |
| Kerry Sherman       | Rosalie, gegijzelde meisje |
| Frank McRae         | Haden                      |
| Jonathan Banks      | Algren                     |
| James Keane         | Vanzant                    |
| Tara King           | Frizzy, hotelreceptioniste |
| Greta Blackburn     | Lisa, 't blonde hoertje    |
| Denise Crosby       | Sally                      |

## Achtergrond
De film had een doorsneethriller kunnen zijn over de klopjacht op een moordenaar. Wat de film echter boven het gemiddelde uittilt, is de chemie tussen Murphy en Nolte. De kwikzilverachtige Hammond met zijn oneliners staat regelrecht tegenover de bullebak Cates. Keer op keer laat Murphy zien dat hij met straatvechtersmentaliteit beter in staat is de stadsjungle te overleven dan de 'straatsmeris' Cates. 
Niet voor niets wordt de film gezien als de eerste buddy-politiefilm. Beide mannen zijn in alles elkaars tegenpool. De manier waarop Murphy wordt geïntroduceerd is al legendarisch. Zijn personage Hammond zit in een cel met een walkman op en zingt vals mee met Roxanne van The Police. Als Cates hem ophaalt heeft hij al meteen commentaar op diens kleding. 
Terwijl Cates zwoegt om zijn knipperlichtrelatie met zijn vriendin Elaine op peil te houden, vallen de vrouwen bij bosjes voor Hammond. Terwijl Cates in een zwarte disco net zo opvalt als een bedelaar op een galabal, weet Murphy met gemak een café gevuld met racistische 'rednecks' onder de duim te houden. Voortdurend valt Murphy zijn tijdelijke begeleider lastig met snedige opmerkingen over diens auto (een totaal uitgewoond wrak), zijn kleding (waarvan de meeste knopen zijn verdwenen) en zijn omgang met vrouwen. De mannen bedriegen elkaar, slaan elkaar verbaal om de oren en vechten ook echt onderling. Maar beetje bij beetje groeien ze naar elkaar toe. Uiteindelijk worden ze zelfs min of meer vrienden.

## Productie
In het originele plot van de film wordt de dochter van de gouverneur gekidnapt en voorzien van een bomgordel. Als er niet binnen 48 uur betaald wordt zal het meisje worden opgeblazen. (Hier wordt de titel overigens beter verklaard). Vervolgens moet brigadier Cates de voormalige celmaat van de kidnapper uit de gevangenis halen, vanwege diens kennis van de laatste. Het script werd herhaaldelijk herschreven en de verhaallijn van de gekidnapte dochter verdween. 
Aanvankelijk zou Clint Eastwood de rol van Cates spelen en was Richard Pryor gecast als Reggie Hammond (toen nog Willy Biggs geheten). Omdat Eastwood er op stond de crimineel te spelen, ging zijn rol uiteindelijk naar Nick Nolte. Eddie Murphy kreeg de rol van Willy Biggs. Murphy vond de naam echter te rolbepalend en kwam met Reggie Hammond. 
Eddie Murphy was tot 48 Hrs. alleen bekend als komiek. Hij was een ster in de immens populaire televisieshow Saturday Night Live, die ook sterren voortgebracht heeft als Bill Murray, John Candy, John Belushi en Mike Meyers. 
De film bracht uiteindelijk bijna $ 79.000.000 op (alleen al in de VS).

## Vervolg
In 1990 kwam het vervolg op deze film uit, Another 48 Hrs..